# Khu dự trữ sinh quyển Chamela-Cuixmala
Khu dự trữ sinh quyển Chamela-Cuixmala là một khu bảo tồn thiên nhiên bên bờ Thái Bình Dương thuộc tiểu bang Jalisco, México. Nó được thành lập vào năm 1993 và có diện tích 131,42 kilômét vuông thuộc đô thị La Huerta. Địa hình đồi núi với những khu rừng nhiệt đới khô và đồng bằng phù sa.

## Động vật
Đây là nhà của rất nhiều loài động vật hoang dã quý hiếm gồm báo đốm Bắc Mỹ, báo sư tử Bắc Mỹ, mèo gấm Ocelot, mèo cây châu Mỹ, sói đồng cỏ, thú có mai, chồn hôi, hươu đuôi trắng, lợn lòi Pecari, cá sấu, tắc kè, chim Potoo, diều hâu, vẹt đuôi dài.